# The Bay
The Bay är en brittisk TV-serie från 2019, vars första säsong sändes mellan mars och april i Storbritannien samt mellan juli och augusti i Sverige samma år. 
TV-serien utspelar sig i västra Lancashire, där polisen Lisa Armstrong utreder ett fall med två försvunna tvillingsyskon. Efter att ha haft sexuellt umgänge med en okänd man på en pubkväll visar det sig senare i utredningen att samma man är en av de huvudmisstänkta i fallet och hon bestämmer sig för att dölja deras bekantskap till varje pris.
Den andra säsongen hade brittisk premiär 2021.

## Rollista
| Morven Christie     | – Lisa Armstrong         |
| Jonas Armstrong     | – Sean Meredith          |
| Matthew McNulty     | – Nick Mooney            |
| Daniel Ryan         | – Anthony "Tony" Manning |
| Taheen Modak        | – Ahmed "Med" Kharim     |
| Chanel Cresswell    | – Jess Meredith          |
| Lindsey Coulson     | – Penny Armstrong        |
| Imogen King         | – Abbie Armstrong        |
| Art Parkinson       | – Rob Armstrong          |
| Tracie Bennett      | – Margaret Foley         |
| Adam Long           | – Vincent Jackson        |
| Simon Manyonda      | – Alexander Stewart      |
| Philip Hill-Pearson | – Ryan Foley             |
| Martina Laird       | – Bernie Ward            |
| Richard Huw         | – Tom Hayes              |
| Jordan Mifsúd       | – Krzysztof Babakowski   |
| Ellie Duckles       | – Hanna Babakowski       |
| Ciaran Griffiths    | – Lee Ward               |
| Louis Greatorex     | – Sam Hesketh            |
| Roger Barclay       | – Councillor Hesketh     |
| Darci Shaw          | – Holly Meredith         |
| Noah Valentine      | – Dylan Meredith         |

## Avsnitt
| Avsnitt | Sändningsdatum | Sändningsdatum  | Tittare i tusental | Tittare i tusental |
| Avsnitt | Storbritannien | Sverige         | Storbritannien     | Sverige            |
| ------- | -------------- | --------------- | ------------------ | ------------------ |
| 1       | 20 mars 2019   | 10 juli 2019    | 7430               | 406                |
| 2       | 27 mars 2019   | 17 juli 2019    | 7400               | 331                |
| 3       | 3 april 2019   | 24 juli 2019    | 7230               | 307                |
| 4       | 10 april 2019  | 31 juli 2019    | 6810               | 353                |
| 5       | 17 april 2019  | 7 augusti 2019  | 6820               | 370                |
| 6       | 24 april 2019  | 14 augusti 2019 | 7520               | 292                |